# 제7회 홍콩 영화 금상장
제7회 홍콩 영화 금상장의 시상식에 관한 내용이다.

## 수상 및 후보

### 작품상
- 가을 날의 동화 - 장완정 수상
- 용호풍운 - 임영동
- 천녀유혼 - 정소동
- 최후승리 - 담가명
- 진가락 제1부 - 서검은구록 - 허안화
- 천보살 - 엄호

### 감독상
- 용호풍운 - 임영동 수상
- 감옥풍운 - 임영동
- 가을 날의 동화 - 장완정
- 천녀유혼 - 정소동
- 최후승리 - 담가명
- 진가락 제1부 - 서검은구록 - 허안화

### 각본상
- 가을 날의 동화 - 나계예 수상
- 최후승리 - 왕가위
- 용호풍운 - 침서성
- 신기량여협 - 감국위
- 감옥풍운 - 남연

### 남우주연상
- 용호풍운 - 주윤발 수상
- 가을 날의 동화 - 주윤발
- 감옥풍운 - 주윤발
- 최후승리 - 증지위
- 용호풍운 - 이수현
- 진가락 제1부 - 서검은구록 - 달식상

### 여우주연상
- 부시원가부취두 - 소방방 수상
- 가을 날의 동화 - 종초홍
- 천녀유혼 - 왕조현
- 신기량여협 - 정유령
- 최후승리 - 이려진
- 최후승리 - 이전랑

### 남우조연상
- 용호풍운 - 장요양 수상
- 용호풍운 - 하가구
- 천녀유혼 - 우마
- 최후승리 - 서극
- 은행풍운 - 황빈

### 여우조연상
- 은행풍운 - 금연령 수상
- 귀신랑 - 엽덕한
- 용호풍운 - 오가려
- 동방독응 - 고려홍

### 신인상
- 성항기병 2 - 병분량로 - 임국빈 수상
- 동방독응 - 하지진
- 감옥풍운 - 황광량
- 귀마학원 - 진송령
- 정매정전 - Ling Yeung

### 촬영상
- 가을 날의 동화 - 종지문 수상
- 진가락 제1부 - 서검은구록 - 황중표
- 천녀유혼 - 반항생 외
- 위슬리전기 - 포기명
- 최후승리 - Kwok Wah Lam

### 편집상
- 최후승리 - Kwok Kuen Cheung 수상
- 진가락 제1부 - 서검은구록 - Mok Leung Chau
- 용호풍운 - 황명림
- 프로젝트 A 2 - 장요종
- 천녀유혼 - 신예성전접조

### 미술상
- 천녀유혼 - 해중문 수상
- 진가락 제1부 - 서검은구록 - Yim Po Wong 외
- 용호풍운 - 육자봉
- 최후승리 - 담가명
- 정매정전 - 관백

### 무술감독상
- 프로젝트 A 2 - 성가반 수상
- 용형호제 - 성가반 외
- 동방독응 - 성가반
- 해시신루 - 서소명
- 영웅본색 2 - 정소동
- 천녀유혼 - 정소동

### 영화음악상
- 천녀유혼 - 황점 수상
- 가을 날의 동화 - 노관정
- 용호풍운 - 테디 로빈 콴
- 감옥풍운 - 노관정
- 최후승리 - 종정일

### 주제가상
- 천녀유혼 - 황점 수상
- 감옥풍운
- 용호풍운
- 위슬리전기
- 천녀유혼 - 황점 외